# Nemotelus haemorrhous
Nemotelus haemorrhous är en tvåvingeart som beskrevs av Friedrich Hermann Loew 1857. Nemotelus haemorrhous ingår i släktet Nemotelus och familjen vapenflugor. Inga underarter finns listade i Catalogue of Life.